# جون هنتر غراي
جون هنتر غراي (بالإنجليزية: John Hunter Gray)‏ هو أستاذ جامعي أمريكي، ولد في 1934، وتوفي في 7 يناير 2019.